# Asymptote
 Denne artikel bør gennemlæses af en person med fagkendskab for at sikre den faglige korrekthed.

I geometrien er en asymptote for en kurve en måde at beskrive kurvens forløb på, langt væk fra udgangspunktet, ved at sammenligne den med en anden kurve. Kurven nærmer sig asymptoten, den anden kurve, men uden nogensinde at røre asymptoten.

## Vandrette og skrå asymptoter
Hvis en funktion {\displaystyle f(x)} holder sig gradvist tættere til et bestemt (konstant) tal {\displaystyle k}, når man indsætter stedse større (positive eller negative) værdier for {\displaystyle x}, siges funktionen at have en vandret asymptote, og ligningen for denne asymptote er {\displaystyle y=k}. Grafen for den pågældende funktion vil være meget nær (men ofte ikke helt) parallel med koordinatsystemets {\displaystyle x}-akse når man "kommer tilstrækkelig langt ud" til venstre eller højre på grafen, dvs. "langt væk" fra {\displaystyle x=0}.

Polynomiumsbrøker hvor polynomiet i tælleren er af samme eller mindre grad end nævneren har altid en vandret asymptote. Et velkendt eksempel er funktionen

{\displaystyle f(x)={\frac {1}{x}}}

som har en vandret asymptote med ligningen {\displaystyle y=0}; jo større (positive eller negative) tal man indsætter for {\displaystyle x}, desto nærmere 0 kommer resultatet.
Alternativt kan værdien af en funktion også nærme sig en ret linje der ikke er parallel med {\displaystyle x}-aksen, men heller ikke med {\displaystyle y}-aksen – sådan en linje, og følgelig også funktionens såkaldte skrå asymptote, har en ligning af formen {\displaystyle y=a\ x+b}. Alle polynomiumsbrøker hvor tælleren er netop en grad højere end nævneren har en skrå asymptote.

## Lodrette asymptoter
Visse funktioner {\displaystyle f(x)} giver nogle (numerisk) meget store værdier, hvis man vælger et tal for {\displaystyle x} tæt på en bestemt værdi {\displaystyle k} – typisk er funktionen ikke defineret (fordi dens forskrift ikke giver mening) når {\displaystyle x=k}. Funktionen siges da at have en lodret asymptote med ligningen {\displaystyle x=k}, og på grafen for sådan en funktion ser man dette som en brat stigning eller fald umiddelbart til venstre og højre for tallet {\displaystyle k} på {\displaystyle x}-aksen; kurven bliver her næsten (men aldrig helt) parallel med {\displaystyle y}-aksen, og "lægger sig op ad" en linje med ligningen {\displaystyle x=k}.

Føromtalte funktion

{\displaystyle f(x)={\frac {1}{x}}}

har denne egenskab når {\displaystyle x} er tæt på 0, og siges derfor at have en lodret asymptote med ligningen {\displaystyle x=0}.

## Bog
- Holth, Klaus m.fl. (1987): Matematik Grundbog 1. Forlaget Trip, Vejle. ISBN 87-88049-18-3